# Felső-Kartli
Felső-Kartli (grúzul შიდა ქართლი, Sida Kartli) egyike Grúzia közigazgatási régióinak (mhare), az ország középső északi részében.
Területe 6200 km² (akkora, mint a magyar Hajdú-Bihar vármegye). Népessége mintegy 263 382 fő (2014-es adat). Székhelye a mintegy ötvenezer lakosú Gori város.
Felső-Kartli északi területeit – Dzsavát, illetve Kareli és Gori északi részét (összesen mintegy 1393 km²) – a jogilag Grúziához tartozó, de facto független Dél-Oszétia ellenőrzi, amelyet 2008. augusztus 26-án az Oroszországi Föderáció független államnak ismert el.
Felső-Kartli és déli szomszédja, Alsó-Kartli valamikor Kartli történelmi régió részét alkották.

## Kerületei
- Gori
- Kaszpi
- Kareli
- Dzsava
- Hasuri

## Fordítás
Ez a szócikk részben vagy egészben  a   Shida Kartli című angol Wikipédia-szócikk ezen változatának fordításán alapul.  Az eredeti cikk szerkesztőit annak laptörténete sorolja fel. Ez a jelzés csupán a megfogalmazás eredetét és a szerzői jogokat jelzi, nem szolgál a cikkben szereplő információk forrásmegjelöléseként.